# Cupa Mondială de Baschet Masculin din 2019 - Grupa H
Grupa H de la Cupa Mondială de Baschet Masculin din 2019 a fost o grupă preliminară din cadrul Cupei Mondiale de Baschet Masculin din 2019 care și-a desfășurat meciurile la Dongfeng Nissan Cultural and Sports Centre, Dongguan. Echipele care au făcut parte din această grupă au fost: Australia, Canada, Lituania și Senegal. Fiecare echipă a jucat cu fiecare echipă, primele două s-au calificat pentru a doua rundă, iar ultimele două pentru grupele pentru stabilirea părții inferioare a clasamentului final.

## Clasament
| Loc | Echipa    | MJ | V | Î | PM  | PP  | PD  | Pct | Calificare                               |
| --- | --------- | -- | - | - | --- | --- | --- | --- | ---------------------------------------- |
| 1   | Australia | 3  | 3 | 0 | 276 | 242 | +34 | 6   | Avansează în Etapa a doua                |
| 2   | Lituania  | 3  | 2 | 1 | 275 | 203 | +72 | 5   | Avansează în Etapa a doua                |
| 3   | Canada    | 3  | 1 | 2 | 243 | 260 | −17 | 4   | Calificare pentru meciurile de clasament |
| 4   | Senegal   | 3  | 0 | 3 | 175 | 264 | −89 | 3   | Calificare pentru meciurile de clasament |

## Meciuri

### Canada vs. Australia
| 1 September 2019 15:30 |

| Boxscore |

| Canada                                         | 92–108 | Australia                                       |
| Scorul pe sferturi: 20–29, 20–23, 37–24, 15–32 |        |                                                 |
| Pt: Birch 18 Rec: Ejim 6 Pase: Pangos 8        |        | Pt: Dellavedova 24 Rec: Bogut 9 Pase: Ingles 10 |

### Senegal vs. Lituania
| 1 September 2019 19:30 |

| Boxscore |

| Senegal                                            | 47–101 | Lituania                                                   |
| Scorul pe sferturi: 10–27, 11–21, 12–29, 14–24     |        |                                                            |
| Pt: three players 8 Rec: M. Faye 5 Pase: M. Faye 4 |        | Pt: three players 13 Rec: Valančiūnas 11 Pase: Kalnietis 8 |

### Australia vs. Senegal
| 3 September 2019 15:30 |

| Boxscore |

| Australia                                      | 81–68 | Senegal                                        |
| Scorul pe sferturi: 18–16, 18–17, 24–17, 21–18 |       |                                                |
| Pt: Mills 22 Rec: Ingles 10 Pase: Ingles 9     |       | Pt: Dalmeida 14 Rec: Ndoye 10 Pase: Dalmeida 4 |

### Lituania vs. Canada
| 3 September 2019 19:30 |

| Boxscore |

| Lituania                                                      | 92–69 | Canada                                             |
| Scorul pe sferturi: 24–14, 22–22, 24–18, 22–15                |       |                                                    |
| Pt: Ulanovas 15 Rec: Sabonis, Valančiūnas 8 Pase: Kalnietis 6 |       | Pt: Wiltjer 24 Rec: three players 4 Pase: Pangos 8 |

### Canada vs. Senegal
| 5 September 2019 15:30 |

| Boxscore |

| Canada                                         | 82–60 | Senegal                                       |
| Scorul pe sferturi: 11–22, 22–10, 26–14, 23–14 |       |                                               |
| Pt: Joseph 24 Rec: Birch 10 Pase: Pangos 5     |       | Pt: M. Faye 14 Rec: Ndour 12 Pase: Dalmeida 7 |

### Lituania vs. Australia
| 5 September 2019 19:30 |

| Boxscore |

| Lituania                                           | 82–87 | Australia                                  |
| Scorul pe sferturi: 19–27, 22–25, 19–16, 22–19     |       |                                            |
| Pt: Grigonis 19 Rec: Valančiūnas 7 Pase: Sabonis 4 |       | Pt: Mills 23 Rec: Baynes 13 Pase: Ingles 8 |